# Gramado Challenger 1992
Il Gramado Challenger 1992 è stato un torneo di tennis facente parte della categoria ATP Challenger Series nell'ambito dell'ATP Challenger Series 1992. Il torneo si è giocato a Gramado in Brasile dal 6 al 12 luglio 1992 su campi in cemento.

## Vincitori

### Singolare
Nicola Bruno ha battuto in finale  Richard Matuszewski con il punteggio di 6–2, 6–2

### Doppio
Richard Matuszewski /  John Sullivan hanno battuto in finale  Nelson Aerts /  Fernando Roese con il punteggio di 7–6, 6–7, 6–3